# Marvin González
Marvin René González Leiva, plus couramment appelé Marvin González, né le 17 avril 1982 à El Refugio (Salvador), est un ancien footballeur salvadorien.

## Biographie

### Club
La carrière professionnelle de González débute en 2001, quand il signe un contrat avec le FAS. 
En 2010, il s'engage avec le club du CD Águila pour deux saisons.

### International
Le 17 novembre 2002, il participe à sa première sélection en équipe du Salvador, lors du match États-Unis - Salvador (2-0) et le 15 juillet 2003, il inscrit son premier but face à la Martinique.
En 2011, il est nommé capitaine de l'équipe du Salvador.
Il a auparavant pris part avec la sélection à la Gold Cup 2003, à la Gold Cup 2009 et à la Gold Cup 2011.
Le 20 septembre 2013 il fut radié à vie, avec treize de ses camarades, par la Fédération salvadorienne de football dans le cadre d'une sombre affaire de matches truqués, ce qui l'obligea à mettre fin à sa carrière.

## Statistiques détaillées

### Buts en sélection
| Buts en sélection de Marvin González | Buts en sélection de Marvin González | Buts en sélection de Marvin González      | Buts en sélection de Marvin González | Buts en sélection de Marvin González | Buts en sélection de Marvin González | Buts en sélection de Marvin González |
|                                      | Date                                 | Lieu                                      | Adversaire                           | Score                                | Résultat                             | Compétition                          |
| ------------------------------------ | ------------------------------------ | ----------------------------------------- | ------------------------------------ | ------------------------------------ | ------------------------------------ | ------------------------------------ |
| 1.                                   | 15 juillet 2003                      | Gillette Stadium, Foxborough (États-Unis) | Martinique                           | 1-0                                  | 1-0                                  | Gold Cup 2003                        |

NB : Les scores sont affichés sans tenir compte du sens conventionnel en cas de match à l'extérieur (Salvador-Adversaire)

## Palmarès

### Collectif
- Avec FAS :
  - Champion du Salvador en 2002 (Clausura), 2002 (Apertura), 2003 (Apertura), 2004 (Apertura), 2005 (Clausura) et 2009 (Apertura).